# 羅克維爾森特 (紐約州)
羅克維爾森特（英語：Rockville Centre）是位於美國紐約州拿騷縣的村。

## 人口
根據2020年美國人口普查的數據，羅克維爾森特的面積為8.64平方千米，當中陸地面積為8.42平方千米，而水域面積為0.22平方千米。當地共有人口26016人，而人口密度為每平方千米3,011人。